# 三寮灣
三寮灣，是臺灣臺南市北門區的一個聚落，為學甲十三莊之一。劃在北門區慈安里、三光里內，庄頭以縣道174為界，北為慈安里，南為三光里。

## 地名由來
昔為將軍溪溪埔地，早年有三、五戶漁民在此搭寮捕魚，由溪底寮西行需繞彎，故名三寮灣。

## 宗教與祭典

### 祠廟合一[1][2]
意指廟宇內除主神之外亦供俸姓氏宗親祖先牌位，故又可視為是家族宗祠。三寮灣主要的七個姓氏庄民個別創建了七間廟宇，分別是：
|          | 田隆宮 | 城隍宮 | 文衡殿   | 三安宮   | 法安宮 | 齊天宮   | 慈隆宮 |
| -------- | ------ | ------ | -------- | -------- | ------ | -------- | ------ |
| 祭祀宗族 | 曾姓   | 曾姓   | 許姓     | 林姓     | 黃姓   | 劉、侯姓 | 朱姓   |
| 主祀神   | 宋江爺 | 城隍爺 | 關聖帝君 | 林府相公 | 法主公 | 齊天大聖 |        |

## 產業
庄內以農漁業等「第一級產業」為主，尤其又以紅蔥頭種植為最大宗，其他也有漁塭養殖、養蚵等。有不少庄民除了種植紅蔥頭外，亦有顧魚塭、養蚵、養雞等。紅蔥頭每年九月多開始種植，一直到隔年過年前後即可採收，採收後的紅蔥頭一部分作後續加工，一部份繼續種植，直到發芽後採收風乾作為來年的種，此過程庄民稱為「寄種」。
大約五、六月梅雨季時，庄民多將田地閒置，讓雨水淹沒田地，形成一片水鄉澤國的景致，此一做法稱作「關水」。關水的好處除了可以降低土壤鹹度、抑制雜草叢生，也可以吸引候鳥前來覓食，而候鳥所留下的糞便更是可以直接作為土壤的肥料。之後一直到八、九月積水退去，才會種植新的一批紅蔥頭，重啟一年的循環。

## 外部連結
- 迴聲社造 （页面存档备份，存于）：由國立成功大學歷史學系學生於臺南市北門區三寮灣與蘆竹溝進行的社區總體營造行動。
- 玉敕代天府三寮灣東隆宮 （页面存档备份，存于）

## 圖集

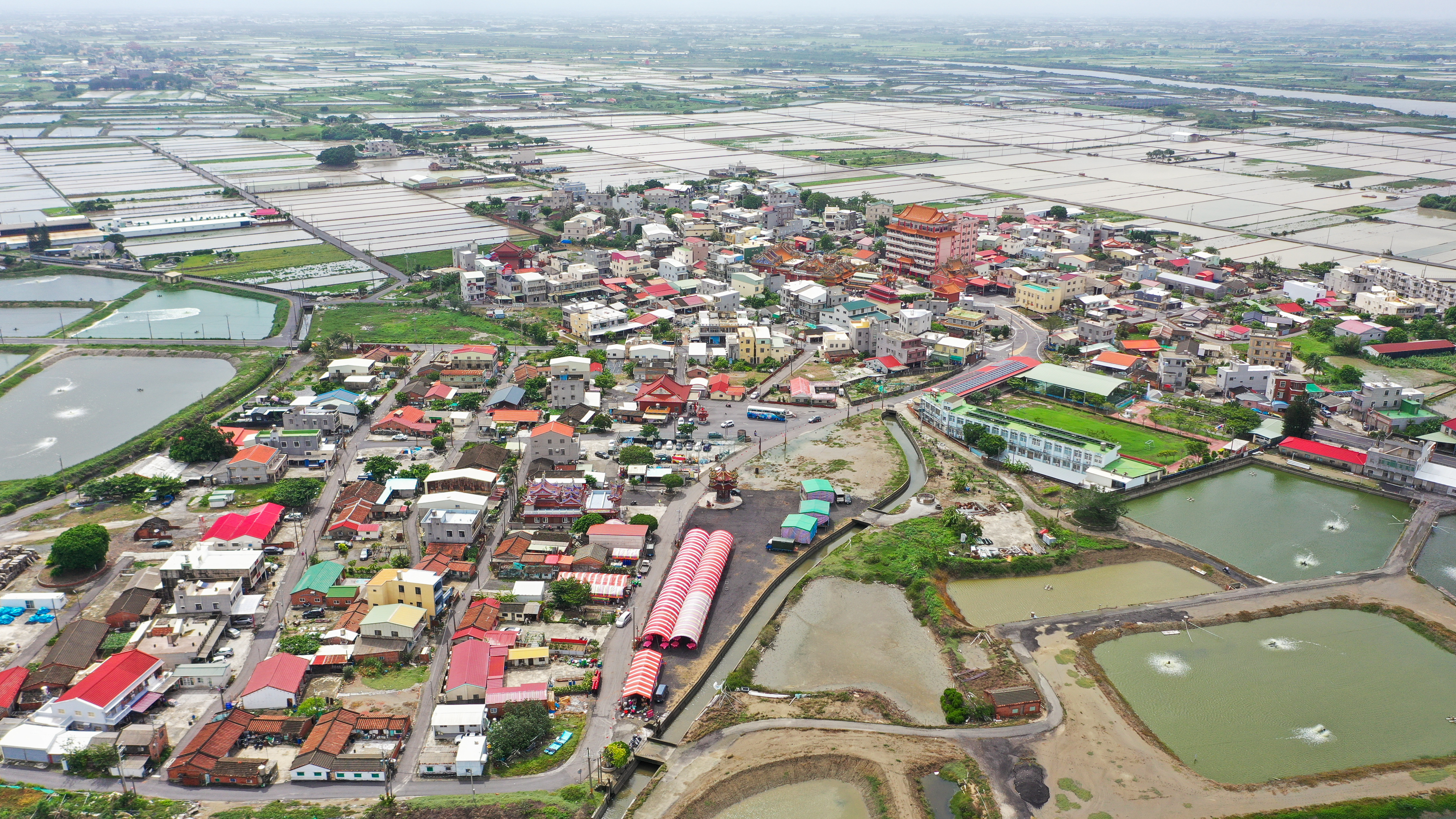
臺南市學甲區三寮灣空拍圖1
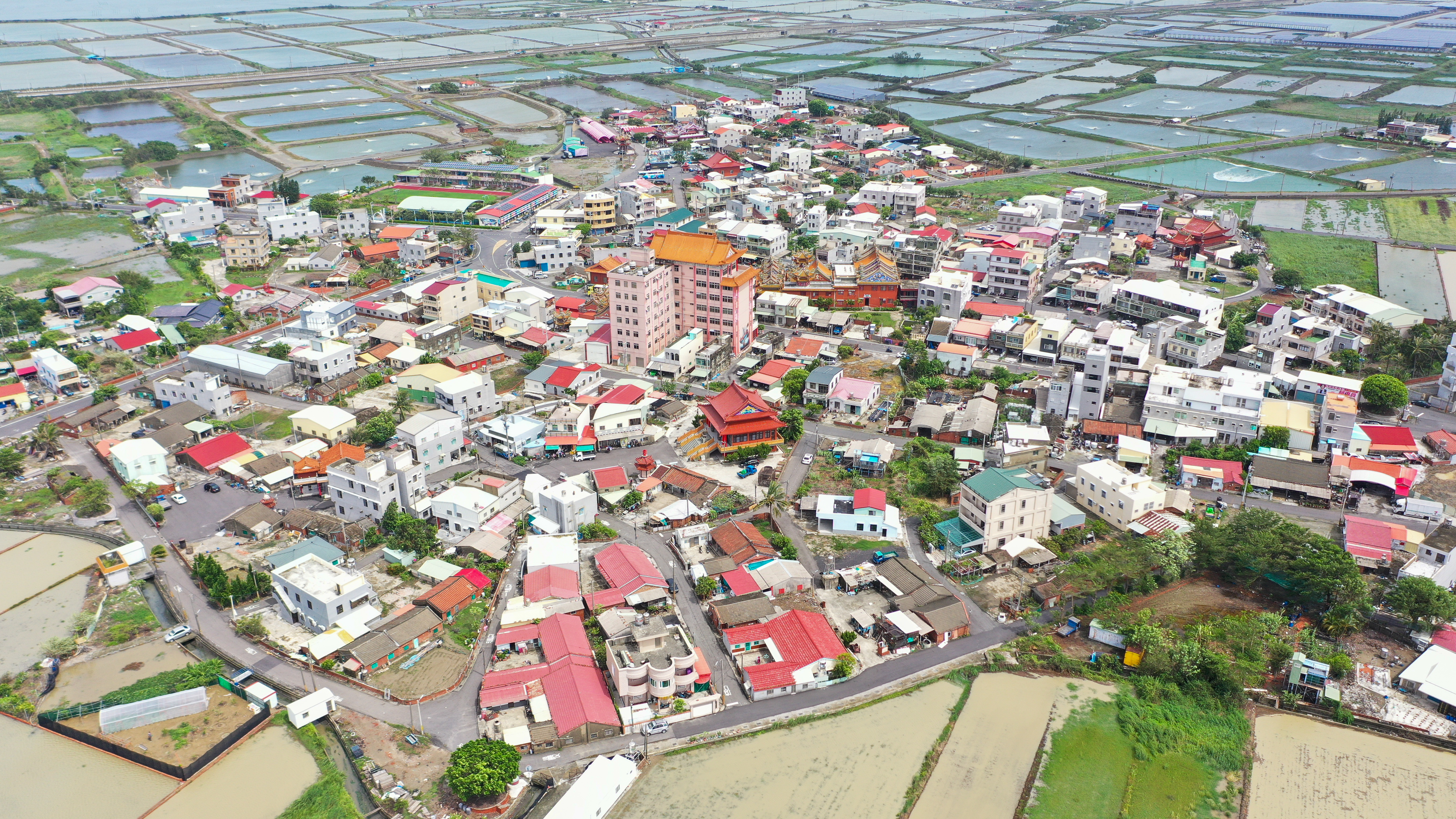
臺南市學甲區三寮灣空拍圖2
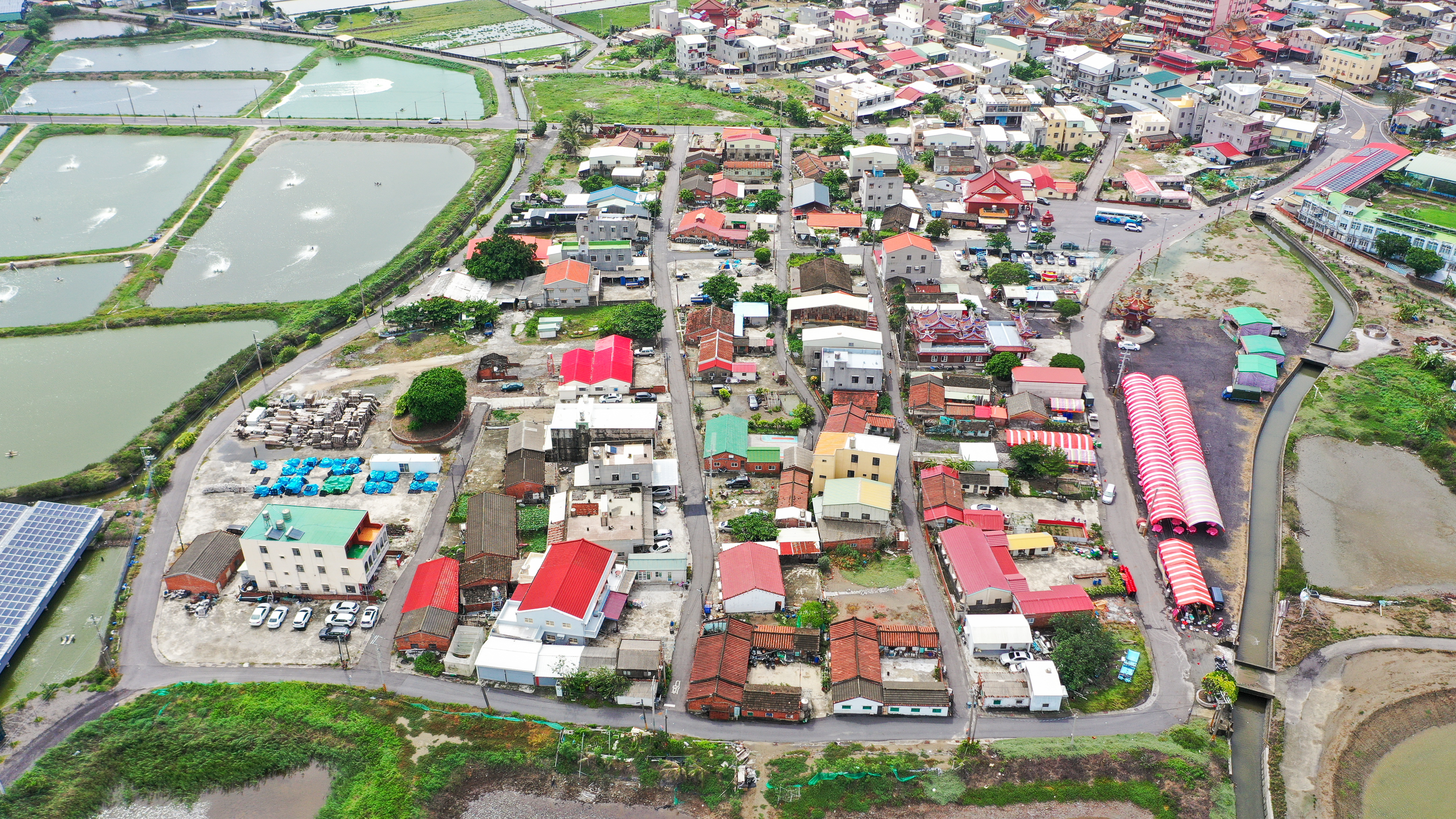
臺南市學甲區三寮灣空拍圖3